# Melogale
Melogale (Харсун) — рід хижих ссавців з родини мустелові (Mustelidae).

## Етимологія
грец. μέλος — «кінцівка» грец. γαλῆ — «ласка, куниця».

## Таксономія
Містить 6 видів:
- - Melogale cucphuongensis
  - Харсун еверетів (Melogale everetti)
  - Харсун китайський (Melogale moschata)
  - Харсун яванський (Melogale orientalis) або (Melogale personata orientalis)
  - Харсун бірманський (Melogale personata)
  - Melogale subaurantiaca

## Морфологія
Морфометрія. Голова і тіло довжиною 330–430 мм, хвіст довжиною 145–230 мм, а вага 1–3 кг. 
Опис. Загальне забарвлення верхньої частини тіла від сіро-коричневого до коричнево-чорного кольору, низ тіла дещо блідіший. Біла або червонувата спинна смуга, як правило, присутня. Melogale вирізняється разючим забарвленням голови, яке поєднує в собі чорний з вкрапленнями білого чи жовтого кольору. Хвіст пухнастий, кінцівки короткі, а ступні широкі і довгі, з сильними кігтями для риття.

## Поведінка
Полюбляють лісисту місцевість і луки. Живуть в норах і природних укриттях вдень і активні в сутінках і вночі. З нагоди лазять по деревах. M. moschata на Тайвані, як повідомляється, хороший альпініст і часто спить на гілках дерев. Melogale дикі і безстрашні, при ворожих провокаціях виділяють неприємний запах. Всеїдний, поживою, як відомо, є дрібні хребетні, комахи, дощові хробаки, і фрукти. Інколи вітають його прихід до хати, через користь від знищення комах-шкідників.

## Життєвий цикл
Народжується, як правило, від одного до трьох малят в одному виводку. Дітонародження відбувається у травні та червні. Один екземпляр M. moschata дожив у неволі до 17-річного віку.